# Prealpi del Delfinato
Le Prealpi del Delfinato (in francese Préalpes du Dauphiné) sono la sezione numero sei delle Alpi. Si trovano nelle prealpi francesi. La cima più elevata è la Grande Tête de l'Obiou (2790 m).

## Collocazione
Questa sezione alpina confina ad est con le Alpi del Delfinato essendo separata dal Colle Bayard, a sud con le Alpi e Prealpi di Provenza, a nord-est con le Prealpi di Savoia e ad ovest e nord-ovest con la piana del Rodano.

## Classificazione
Secondo la Partizione delle Alpi del 1926 le Prealpi del Delfinato coprivano un'area più estesa rispetto alla SOIUSA del 2005. In particolare il massiccio del Luberon prima considerato nelle Prealpi del Delfinato viene ora considerato nelle Alpi e Prealpi di Provenza.

## Suddivisione
Si suddividono, secondo la SOIUSA in cinque sottosezioni e nove supergruppi:
- Prealpi del Devoluy
  - Catena Pic de Bure-Bec de l'Aigle
  - Catena Grande Tête de l'Obiou-Roc de Garnesier
- Prealpi occidentali di Gap
  - Catena Céüse-Aujour
- Prealpi del Vercors
  - Catena Grand Veymont-Lans-Charande
  - Catena Serre du Montué-Roc de Toulau-Sausse-Epenet
- Prealpi del Diois
  - Catena Toussière-Duffre-Servelle
  - Catena Angèle-Vayou-Mélandre
- Prealpi delle Baronnies
  - Catena Arsuc-Clavelière-Vanige
  - Catena Chabre-Chamouse-Banne

## Montagne
Le montagne più importanti delle Prealpi del Delfinato sono:
- Grande Tête de l'Obiou - 2.790 m
- Grand Ferrand - 2.759 m
- Pic de Bure - 2.709 m
- Roc de Garnesier - 2.388 m
- Grand Veymont - 2.346 m
- Jocou - 2.051 m
- Montagne de Céüse - 2.016 m
- Montagne d'Aujour - 1.834 m

## Valichi
I valichi principali che interessano le Prealpi del Delfinato sono:
- Colle della Croix Haute - 1.167 m
- Colle Bayard - 1.246 m